# Pheidole rugosa
Pheidole rugosa är en myrart som beskrevs av Smith 1858. Pheidole rugosa ingår i släktet Pheidole och familjen myror. Inga underarter finns listade i Catalogue of Life.